# قصر مرضية
قصر مرضية هو أحد القصور التاريخية التي سكنها الملك عبد العزيز آل سعود في محافظة الأحساء في المنطقة الشرقية في المملكة العربية السعودية.

## الموقع
يقع القصر في مزرعة مرضية في بلدة الفضول على أطراف مزارع (قرية) المزاوي في الأحساء، حيث تقع المزرعة علي بعد 13 كيلومترًا شرقي الهفوف، وتقع أيضًا في الجنوب الشرقي من بجوار طريق الجفر.

## الوصف
القصر عبارة عن بناء مستطيلُ الشكل، مكونٍ من طابقينِ، ويَشتملُ على عناصرَ معماريةٍ مثلَ الأروقةِ المسقوفةِ، و الرُسُوماتِ الجداريةِ  الملونةِ، والنَقشاتِ المزخرفةِ، والدَرَابزِيناتِ المُنَمقةِ، والشَبابيكِ المختلفة. وتوجد أيضًا بوابة القصر المحاطه بأشجار النخيل من الجانبين، مبني القصر مطلي باللون الأحمر ويوجد بجانب القصر مساحة خضراء من النخيل، كما تطل واجهة المبني علي الشرق، والخليفية الغربية مصممة في الدور الأرضي، وعريش مرضية في كتلته الأرضيه يضم المجلس الكبير، كما يوجد الروق بخمس عقود، ونُقشت عقد المدخل بالنقش الجصي المزخرف، كما أن الرواق مفتوح علي النخيل، ويوجد أيضًا الرواق الجنوبي.
يدخل إلي رواق المجلس بواسطة باب خشبي من ضلفتين من المنتصف، حيث أن الجزء العلوب مطابق إلي الجزء السفلي، ويعرف المجلس العلوي بالبنقلة نظرًا لوجود عدد من النوافذ في كل الجهات، ولكن إنهار جزء من مبني القصر مع مرور الوقت.

## قصة القصر مع الملك عبد العزيز
أختار الملك عبد العزيز آل سعود مزرعةَ مرضية في الفضولِ بستانًا له، وذلكَ لخصوبةِ أرضِهِا، وطيبِ ثِمارهِا، ولموقعها المتميز، ثم بعد ذلك أهدي عبد العزيز آل سعود القصر إلي أول وزير ماليةٍ  في حكومته وهو عبد الله بن سليمان الحمدان، ثم أنتقلت ملكية القصر إلي علي بن ثاني، ثم جزء القصر وبيعت علي شكل مساحات مجزأة.

## وصف المزرعة
تحتوي المزرعة علي العديد من أشجار النخيل، والرمان، والتين الشائع، وليمون عماني، والترنجان المخزني.